# Церква святого Симеона Стовпника в селі Барилів
Церква св.Симеона Стовпника розташована в північній частині села Барилів - Задвір, на лівому березі р. Судилівка. Зараз це простора ділянка, з усіх боків оточена деревами, а колись це був острів, на якому можна було заховатися від ворогів. За легендою, спершу село розташовувалося саме тут.
На схід від церкви поруч з могилою протоієрея Степана Луціва (1949-2007), на зворотньому боці якої на граніті вибите зображення місцевого храму, знаходиться лите чавунне Розп'яття на високому кам'яному постаменті. Розп'яття встановлене в кінці 1880-х рр. на місці престолу попереднього храму.
Дерев'яна церква в Барилові збудована західніше попередньої в 1885-1888 рр. стараннями о.Емиліяна Тарнавського, батька генерала Мирона Тарнавського. Канонічна візитація храму проходила в 1905 р. і він був застрахований у товаристві "Дністер".

### Конструкція
За конструкцією церква хрестова в плані триверха. До вівтаря з обох боків прибудовані ризниці, до бабинця від заходу - рівноширокий присінок на три входи. Також є двері в західній стіні південного крила нави. Будівля оточена піддашшям, усі стіни фарбовані на блакитно і вертикально шальовані дошками. Середхрестя нави традиційно завершує світловий восьмерик, накритий низбкою банею з ліхтарем і маківкою. Подібне завершення, тільки менших розмірів, влаштоване не гребенях дазів бабинця та вівтаря. Зараз усі верхи перекрито металізованою бляхою. 

### Внутрішнє оздоблення
Серед внутрішнього убранства головну увагу привертає іконостас, на якому поміщені ікони переважно сучасної роботи. Над царськими воротами прикраплена копія ікони Почаївської Божої Матері. У церкві є три ікони св.Симеона Стовпника. У вівтарній частині цікавими є різьблені з дерева скульптури херувамів та святих, а також старовинна ікона Матері Божої.

### Дзвіниця
У північно-західному кутку подвір'я знаходиться дерев'яна триярусна дзвіниця, накрита наметовим дахом.

### Територія
На церковному подвір'ї колись був сільський цвинтар. Крім вищезгаданих могили священника та розп'яття на місці престолу старої церкви, тут стоїть ще п'ять хрестів. Частина з них, можливо, походить з території села. Пам'ятки могли перенести на церковне подвір'я після руйнації їх радянською владою.
Крім двох типових розп'ять кінця XIX - поч. XX ст., тут є хрест обітниці тверезості, Йорданський хрест та символічна могила героїв. Могилу увінчує дерев'яний хрест, в підніжжі якого закріплений металевий тризуб. Могила, яка була вперше насипана в часи міжвоєнної Польщі або німецької окупації, неодноразово була зруйнована. Одного разу, коли її знищили більшовики, українські повстанці за ніч знову насипали її шапками.

### Священники
З 1786 р. в Барилові служили 15 священників:
1. 1786 р. - о.Григорій Морозовський;
2. 1796 р. - о.Гроля Шанковський;
3. 1807 р. - о.Іван Марницький;
4. 1850 р. - о.Степан Ставрисієвич;
5. 1853 р. - о.Степан Давидович;
6. 1856 р. - о.Емиліян Тарнавський;
7. 1918 р. - о.Євген Давидович;
8. 1921 р. - о.Василь Пришляк;
9. 1923 р. - о.Іван Нагурський;
10. 1935 р. - о.Павло Олійник;
11. 1935 р. - о.Микола Дідушик;
12. 1937 р. - о.Петро Перестпко;
13. 1939 р. - о.Павло Олійник;
14. 1973 р. - о.Степан Луців;
15. 2007 р. - о.Володимир Луців.[1]